# Live in Anaheim - Original Soundtrack
Live in Anaheim - Original Soundtrack è un album live della band heavy metal Halford, pubblicato nel 2010 dalla Metal God Entertainment.
Contiene le esibizioni che la band capitanata da Rob Halford ha svolto nel 2003 ad Anaheim e Tokyo (bonus tracks)
I suddetti concerti sono stati anche filmati e pubblicati nel DVD il 24 agosto dello stesso anno Live in Anaheim

## Tracce

### CD 1
1. Painkiller
2. Rapid Fire
3. Heretic
4. Resurrection
5. Made in Hell
6. Golgotha
7. Into the Pit
8. Light Comes Out of Black
9. White Heat Red Hot
10. Never Satisfied
11. Breaking the Law
12. Hearts of Darkness
13. Handing Out Bullets

### CD 2
1. Diamonds and Rust
2. Hellion
3. Electric Eye
4. Riding on the Wind
5. Victim of Changes
6. You've Got Another Thing Comin'
7. Heretic (bonus track)
8. Sun (bonus track)
9. Golgotha (bonus track)
10. One Will (bonus track)

## Formazione
- Rob Halford: voce
- Metal Mike Chlasciak: chitarra
- Roy Z: chitarra
- Mike Davis: basso
- Bobby Jarzombek: batteria